# Glennagalliagh
Glennagalliagh är ett berg i republiken Irland.   Det ligger i grevskapet An Clár och provinsen Munster, i den centrala delen av landet, 160 km väster om huvudstaden Dublin. Toppen på Glennagalliagh är 529 meter över havet. Glennagalliagh ingår i Slieve Bernagh.
Terrängen runt Glennagalliagh är kuperad västerut, men österut är den platt.Runt Glennagalliagh är det ganska glesbefolkat, med 32 invånare per kvadratkilometer. Närmaste större samhälle är Limerick, 19,8 km söder om Glennagalliagh. Trakten runt Glennagalliagh består i huvudsak av gräsmarker.